# Ostracon

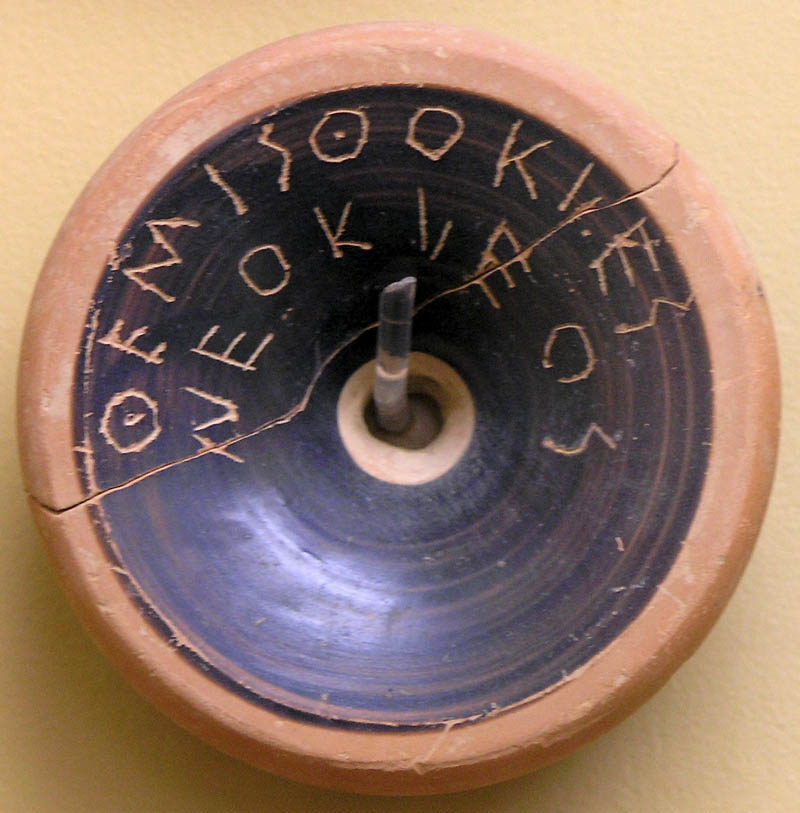
Ostracon portant le nom de Thémistocle, vers -490/-480, musée de l'Agora antique d'Athènes.

Un ostracon, au pluriel  ostraca, est, dans l’Antiquité, un tesson de poterie ou un éclat de calcaire utilisé comme support d'écriture. Le terme désigne au départ la coquille d'huître en grec ancien, mais son sens évolue assez rapidement par analogie formelle.

## Un support d'écriture modeste
Diverses civilisations antiques — Égyptiens, Grecs, Romains, etc. — ont utilisé les ostraca durant de nombreux siècles.

### Utilisation: l'ostracon témoin de l'écriture au quotidien
On pouvait écrire de différentes manières sur les ostraca, soit en pratiquant une gravure, par des incisions, soit, bien plus souvent, en utilisant de l'encre et un calame ou, plus rarement, une plume, comme sur du papier moderne. Réutilisant un matériau destiné au rebut — fragments de céramiques et d'amphores, éclats de pierre —, la pratique de l'ostracon permettait de trouver un support d'écriture bon marché, bien que peu pratique. Elle était donc surtout utilisée pour des usages éphémères de l'écriture : vote, brouillon, document peu important (aide-mémoire, liste de courses, lettre), bref rapport administratif ou militaire ; ou encore pour un usage ludique, etc. Après usage, les ostraca étaient généralement jetés au dépôt d'ordures. Ainsi, à la différence des inscriptions et de l'écriture sur papyrus, l'ostracon n'était pas fait pour durer et mentionne donc rarement directement de grands faits historiques. Il permet en revanche de pénétrer le quotidien des habitants de l'Antiquité, à la manière de certains papyrus.

### Une conservation difficile
Si les tessons de céramiques se conservent bien, ils peuvent être brisés et devenir illisibles. Par ailleurs, les conditions de conservation des sites archéologiques ne permettent pas le maintien de l'encre qui était utilisée pour écrire sur les ostraca. Les ostraca lisibles se retrouvent en général sur les sites archéologiques des pays les plus chauds et les plus secs : Égypte, Libye, Syrie. Le fait qu’on trouve les ostraca dans les dépotoirs explique aussi que les archéologues les aient longtemps négligés ou ignorés.

## Égypte antique

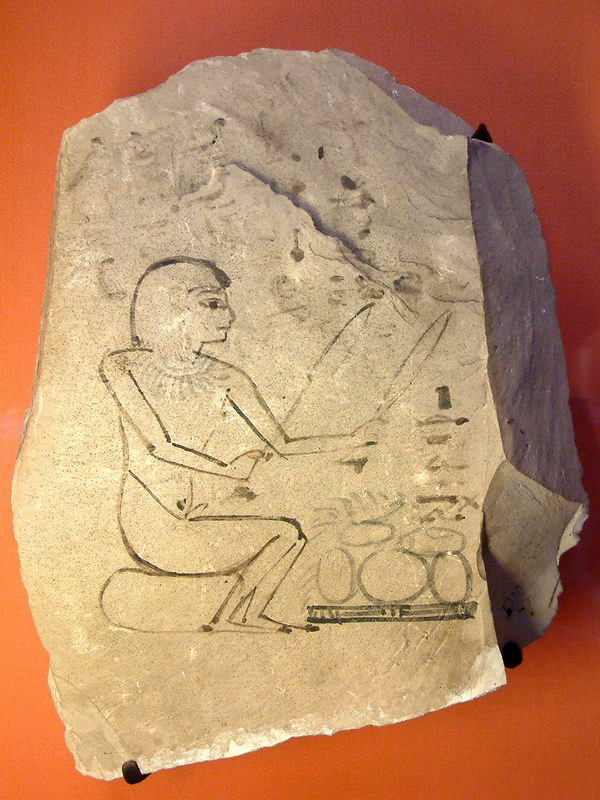
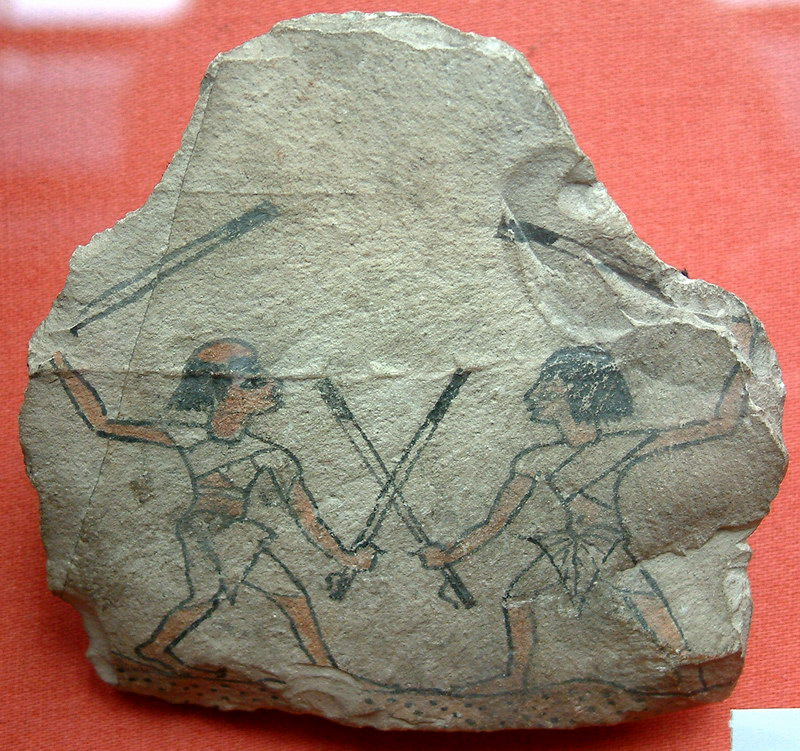
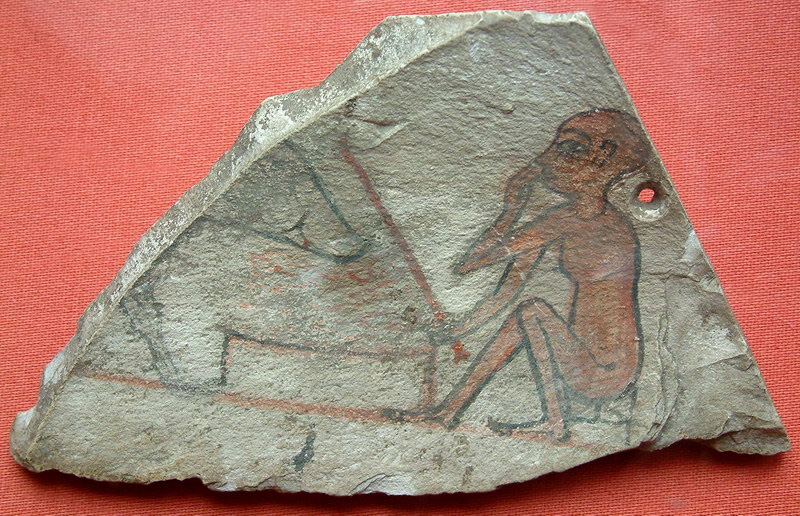

En Égypte antique, ce terme est appliqué à des éclats de calcaire ou des fragments de poterie sur lesquels le scribe, ou l'apprenti scribe, inscrivait un texte ou faisait un dessin rapide. Le papyrus était certainement utilisé aussi car c'est un matériau peu couteux et abondant (roseau des berges du Nil) mais il est extrêmement fragile donc n'a pu se conserver qu'à l'abri de l'humidité, des insectes, etc. À l'opposé, on distingue également des ostraca constituant des œuvres d'art à part entière, faisant l'objet d'un tracé et d'une mise en couleur particulièrement soignés, et qui, dans l'ensemble, constituent une œuvre achevée. La qualité de tels ostraca incite à penser qu'il s'agit du travail de « scribes des contours », dont les dynasties les plus importantes se distinguent à l'époque ramesside.
Les ostraca figurés sont pour la plupart datés du Nouvel Empire (d'environ -1550 à -1079) et plus particulièrement de la XIXe à la XXe dynastie. Ils ont été retrouvés à Gournet Mourraï, Deir el-Bahari, et en nombre important à Deir el-Médineh. Certains ostraca ont également été retrouvés jusqu'en Nubie.
Pour l'Égypte gréco-romaine, la papyrologie est la science qui étudie les textes grecs, latins et démotiques contenus non seulement sur les papyrus mais également sur les ostraca (voir ci-dessous).

### Ostracon de la tombe 99 à Thèbes et l'ordre alphabétique
Un ostracon du XIVe siècle avant notre ère, découvert à Thèbes, présenterait la première occurrence connue d'une liste de mots (en hiératique) ordonnée en fonction du son de leur premier caractère, ce qui en fait une étape primitive dans le développement de la notion d'alphabet,.

### Forts de la route Coptos-Bérénice
Le long de la route Coptos-Bérénice qui relie la vallée du Nil aux ports de la mer Rouge, une série de fortins militaires romains jalonnaient le parcours. De nombreux ostraca y ont été retrouvés. Ils révèlent la vie quotidienne de ces garnisons au début du IIe siècle de notre ère. La correspondance des soldats nous montre les liens qu'ils entretenaient, leurs tentatives pour améliorer leur ordinaire. Les tessons retrouvés permettent aussi de mieux connaître le système de la poste militaire romaine, et la protection de la route caravanière. Il y a peu d'information cependant sur les caravanes elles-mêmes. L'image d'un contrôle romain assez tatillon se dégage de ces archives, qui révèlent aussi des moments de tensions : conflits entre les soldats romains et les « barbares » du désert.

### Carrières du désert égyptien
Les carrières du désert égyptien étaient, à l'époque romaine, administrées par des fonctionnaires impériaux, sous la surveillance de l'armée. Plusieurs d'entre elles ont livré un nombre important d'ostraca, comme au Mons Claudianus. Là encore, la vie quotidienne (alimentation, maladie, sociabilité…) de ces microcosmes peut être devinée et l'administration de l'armée romaine mieux connue.

## Grèce antique

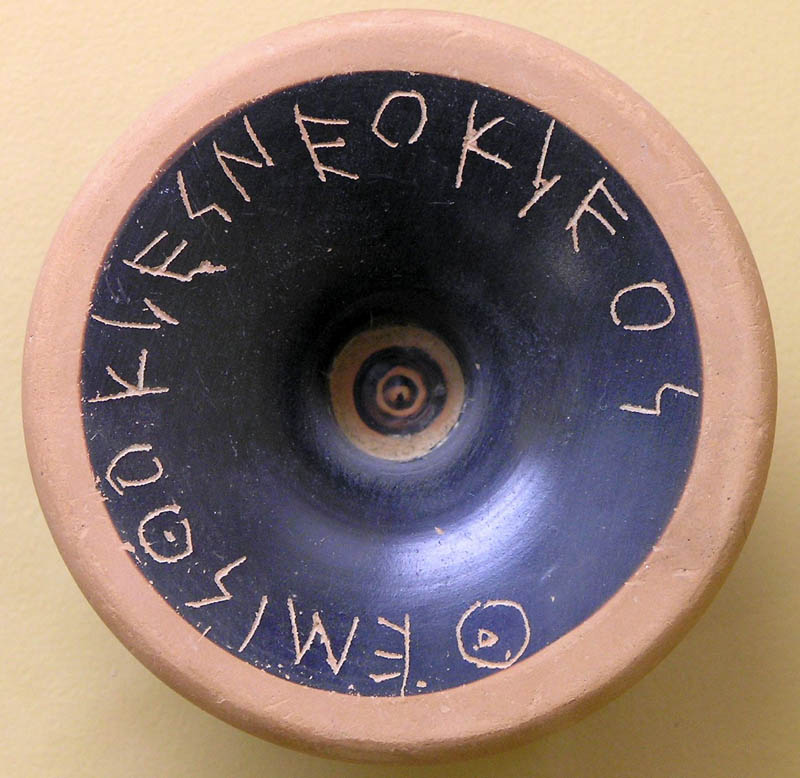
Ostracon portant le nom de Thémistocle, musée de l'Agora antique d'Athènes.

À Athènes, dans la Grèce antique, le bannissement de la Cité était prononcé par une assemblée dont chaque membre pouvait écrire sur un tesson de poterie l’identité de l'homme politique (par exemple, « Thémistocle, fils de Néoclès ») qu'il voulait voir éloigner de la ville, et la procédure qui aboutissait à cet éloignement si un nombre suffisant de citoyens avait voté pour l'exil était appelée ostracisme. De nombreux jetons d'ostracisme ont été retrouvés à Athènes (figure ci-contre).
À l'origine ces tessons étaient des coquilles d'huître (en grec ancien ὄστρακον / ostrakon, « coquille »), plus exactement la face intérieure du côté plat de la coquille des huîtres, également utilisé  pour une meilleure visibilité des votes à main levée [réf. nécessaire]. Non seulement ce matériau était facile à graver lisiblement, mais encore cette gravure n'était visible qu'un certain temps. Dans le cas du bannissement, la disparition de cette gravure marquait la fin du ban, la personne concernée en était avertie et retrouvait le droit de prendre part à la vie de la communauté dont elle avait été ainsi bannie.

## Royaumes de Juda et d'Israël
La proportion d'ostraca dans les artéfacts hébreux des royaumes de Juda et d'Israël est « sans commune mesure avec le corpus phénicien » et donne « des indications précieuses sur la société et son organisation ». Le corpus le plus important d'inscriptions en hébreu ancien est constitué par les lettres de Lakish, du VIe siècle. D'autres ostraca viennent d'Arad (Xe – VIe siècle av. J.-C.),, et de Samarie (VIIIe – VIIe siècle av. J.-C.). Toutes ces inscriptions sont rédigées en alphabet paléo-hébraïque. Il n'est pas certain que l'ostracon de Khirbet Qeiyafa (Xe siècle) relève de l'épigraphie hébraïque : sa langue de rédaction — hébreu ou cananéenne — est actuellement discutée.

## Empire romain
Durant l'Empire romain l'utilisation des ostraca fut sans doute considérable. Plusieurs collections importantes ont été retrouvées concernant l'armée romaine qui trouvait un matériau pratique pour ses besoins administratifs.

## Bu Njem (Golas)
Le fort romain de Bu Njem en Tripolitaine (actuelle Libye) en Afrique, a été occupé dans la première moitié du IIIe siècle de notre ère. Il a livré une importante collection d'ostraca, datables souvent de la fin des années 250. Ces ostraca livrent en fait une partie des procédures administratives de la garnison, de ce que nous appellerions sa « paperasserie ». On trouve donc des états d'effectifs, précisant le nombre d'hommes de garde, d'hommes à l'exercice, d'hommes punis, d'hommes s'occupant des thermes. On trouve aussi des fragments de correspondances liés au ravitaillement du camp et à la surveillance de ses abords : les caravanes de passages sont signalées ainsi que leur marchandise.